# Guéra (département)
Le Guéra est un des 4 départements composant la région (du même nom) du Guéra au Tchad. Son chef-lieu est Mongo.

## Subdivisions
Le département du Guéra est divisé en 3 (?) sous-préfectures :
- Mongo
- Baro
- Niergui

## Administration
Préfets du Guéra (depuis 2002)
- 9 octobre 2008 : Fitangui Watbanga[1]